# Kägelsnäckor
Kägelsnäckor, även kallade kägelgiftsnäckor eller konsnäckor (Conidae) är en familj i klassen snäckor. Med några få undantag lever de i varma tropiska hav, till exempel vid Stora barriärrevet utanför Australien.
Medlemmarna i familjen är rovdjursnäckor och innefattar idag ungefär 750 arter. Kägelsnäckorna trivs främst i tropiska marina livsmiljöer och finns utspridda över hela världen, inklusive i Indiska oceanen, Stilla havet, Karibiska havet, Röda havet och längs Floridas kust. Kägelsnäckans habitat är generellt nära reven, där den gräver ner sig i sanden på dagen och jagar på natten. Livsmiljön för kägelsnäckan är i dess spiralskal, och snigelns storlek varierar från någon centimeter upp till ungefär 22 cm.
Flera arter är giftiga och vissa tillräckligt farliga för att döda människor. Conotoxin är gift som snäckan producerar för att fånga in sitt byte.